# Franca Basquetebol Clube
Il Franca Basquetebol Clube, noto anche come Sesi/Franca per motivi di sponsorizzazione, è una squadra di pallacanestro brasiliana con sede a Franca, città del comune di San Paolo. Il team è stato fondato il 10 maggio 1959.
Il Franca Basquete detiene il maggior numero di Campionati Brasiliani vinti (15), è la squadra più titolata del Campionato Paulista con 16 titoli, e ha inoltre conquistato una Coppa Intercontinentale, una BCL Americas, quattro titoli panamericani, una Liga Sudamericana e sei Campeonato Sudamericano de Clubes. È anche l’unico club di pallacanestro brasiliano a non essersi mai ritirato o ad aver interrotto le proprie attività nemmeno per un solo anno dalla sua fondazione. Per queste imprese, Franca è conosciuta come la Capital do basquete brasileiro (“Capitale del basket brasiliano”).
Nel corso di questi oltre 60 anni di attività ininterrotta, la squadra ha disputato grandi partite, finali e classici contro altri club brasiliani, tra cui Monte Líbano, Sírio, Rio Claro, Dharma/Yara Franca, COC/Ribeirão Preto e Bauru, attualmente il maggiore rivale del Franca.

## Storia
Il Franca Basquete è stato fondato il 10 maggio 1959, quando il professore di educazione fisica Pedro Morilla Fuentes, detto "Pedroca", che formò la squadra presso l’Istituto Statale di Educazione Torquato Caleiro (I.E.E.T.C.), in seguito denominato Clube dos Bagres, per partecipare ai tornei ufficiali dello Stato di San Paolo. Questa è la genesi del club, che in seguito attraversò una serie di cambiamenti di nome fino a diventare, nel 1991, l’attuale Franca Basquetebol Clube.
Pedro Morilla Fuentes fu allenatore della squadra di basket professionistica del Clube dos Bagres dal 1953 al 1981. Sotto la sua guida, il club Franca raggiunse la fama nazionale. Iniziò sconfiggendo il XV de Piracicaba, all'epoca cinque volte campione dell'entroterra, e vinse il Campeonato do Interior, che all'epoca qualificava per il Campionato Paulista,  per sette anni consecutivi: 1962-63-64-65-66-67-68. La squadra emerse poi anche sulla scena nazionale: il Clube dos Bagres fu secondo classificato nello stato di San Paolo nel 1964, perdendo la finale contro il Corinthians Paulista, nel 1970 e nel 1971, perdendo la finale contro il Sírio. Le stelle principali di questa squadra appartenevano alla famiglia "Rubens Garcia", i fratelli Hélio, Fransérgio e Toto, diventati noti come i Fratelli Metralha.
Ancor prima di vincere il Campionato Paulista, fu fatto un salto più grande: nel 1971, il Clube dos Bagres vinse la Taça Brasil,venendo proclamato campione del Brasile. La squadra vincente comprendeva Hélio Rubens, Fransérgio, Fausto Giannechini, Lázaro "Toto" Garcia e Robertão. Pedroca era l'allenatore. In panchina hanno giocato anche Alberto Carraro, Miltinho, Amilton, César Flausino e Rosalvo. Nella fase finale della Taça Brasil ha visto la squadra vincere per 88-56 sull' Arapongas, per 86-51 sul Minas Tênis e per 75-62 su Sírio nella partita decisiva per il titolo nazionale.
Nonostante il successo, nel 1971, il Clube dos Bagres fu chiuso per questioni politiche, costringendo la squadra di basket del Franca a una profonda riforma. La squadra professionistica di basket passò quindi sotto la sponsorizzazione dell'Indústria de Calçados Emmanuel e la squadra fu ribattezzata Emmanuel Franca Esporte Clube . Nel 1974, il Calçados Emmanuel fallì, costringendo a una nuova riforma: la squadra passò sotto la sponsorizzazione dell'Indústria Amazonas de Produtos para Calçados, diventando Esporte Clube Amazonas Franca. Ma i problemi si ripresentarono presto. Nel 1976, l'Indústria Amazonas interruppe la sua sponsorizzazione, adducendo incompatibilità politiche e amministrative con la dirigenza del club, e cessò il suo supporto. Niente di tutto ciò impedì alla squadra do Franca di smettere di crescere: vinse il Campeonato do Interior nel 1971, 1972, 1975, 1976 e 1977, diventando la squadra con il maggior numero di vittorie del torneo. Il torneo si svolse per 28 edizioni tra il 1947 e il 1977, con Franca che ne vinse 12. 
Da allora in poi, il Franca inaugurò una sensazionale serie di titoli. Vinse il Campionato Paulista per la prima volta nel 1973, sconfiggendo il Trianon in finale; perse poi la finale del 1974 contro il Palmeiras, ma vinse poi tre Campionati dello Stato di San Paolo consecutivi nel 1975, 1976 e 1977 , battendo il Palmeiras in finale nelle prime due stagioni e il Sírio nella terza. Tra il 1973 e il 1979, raggiunse sette finali consecutive del Campionato dello Stato di San Paolo, conquistando quattro titoli e tre secondi posti. Ma la fama del Franca non si fermò qui.
Il Franca vinse altre due volte la Taça Brasil, nel 1974 e nel 1975 e per tre volte consecutive il Campeonato Sudamericano de Clubes nel 1974, 1975 e 1976, conquistando così i primi titoli internazionali. Nel 1975, la squadra arrivò seconda nella Coppa Intercontinentale 1975, giocando a Cantù, in Italia, perdendo la conquista del massimo trofeo del basket mondiale contro la squadra locale, il Pall. Cantù solo per la differenza canestri. 
Con una nuova crisi del club nel 1977, la squadra di basket del Franca decise di chiedere aiuto alla squadra di calcio locale. L'Associação Atlética Francana che aveva vinto la Seconda Divisione del Campionato di calcio dello Stato di San Paolo nel 1977, passando alla massima serie dello stato nel 1978. Nello stesso anno, l' AA Francana, nata con la partecipazione della società calcistica, divenne la sede della squadra di basket della città, e difese i suoi colori dal 1977 al 1984, quando ulteriori disaccordi politici portarono alla separazione della pallacanestro dal resto del club e alla creazione dell' Associação Francana de Basquetebol. Con questo nome, il Franca giocò dal 1984 al 1988.
La ristrutturazione attorno al Francana diede i suoi frutti e la squadra tornò alla ribalta. Vinsero la Taça Brasil nel 1980, il Campeonato Sudamericano de Clubes per la quarta volta nella loro storia e, nel 1981, giocarono la Coppa Intercontinentale, in Jugoslavia, dove il Francana arrivò nuovamente secondo, arrivando dietro il Maccabi Tel Aviv d'Israele, nuovamente per differenza punti. Nei primi anni ottanta vi fu anche l'addio di Pedroca come allenatore, a causa di problemi di salute che lo tennero lontano dal campo. Al suo posto, Hélio Rubens prese il suo posto, passando direttamente dal ruolo di giocatore e guida della squadra in campo a quello di allenatore. La squadra del Francana del 1980 e del 1981 comprendeva Hélio Rubens, Guerrinha, Fransérgio, Fausto Giannechini, Robertão e Tom Zé; tutti allenati da Pedroca.
Nel 1984, l'AA Francana affrontò un'altra crisi amministrativa e il club cadde in declino. La squadra di basket si sciolse, ma mantenne il nome Francana. Rimase così fino al 1988, quando fu creata una nuova struttura. La squadra fu poi presa in carico dalla fabbrica Ravelli Calçados, diventando Ravelli Franca Basquetebol. Questo progetto rimise il Franca in corsa per i titoli, dopo la ristrutturazione attorno a Ravelli. Nel campionato statale, dove il successo mancava dal 1977, la squadra vinse il Campionato Paulista nel 1988, 1990 e 1992. Il Franca vinse anche le prime due edizioni della Campeonato Nacional, nel 1990 e nel 1991, vincendo poi nuovamente il campionato anche nel 1993. La squadra vinse anche per altre due volte il Campeonato Sudamericano de Clubes nel 1990 e nel 1991, portando a 6 il numero dei titoli sudamericani e diventando così il secondo maggior vincitore nella storia del torneo, che si giocò tra il 1954 e il 2008. 
L'allenatore di questo ciclo di vittorie fu Hélio Rubens. La squadra campione del 1990 era composta tra gli altri da Guerrinha, Fernando Minucci, Rocky Smith, Patrick Reynolds, Paulão, Evandro e Janjão. In finale, vinsero per 3-0 nella serie contro la squadra di Lwart-Lwarcel. Il secondo titolo, nel 1991, arrivò con lo stesso gruppo di giocatori, sostituendo solo l'americano Patrick Reynolds con il suo connazionale Morgan Taylor. In finale, vinsero questa volta per 3-1 nella serie contro il Clube Ipê, di Jales. 
Nel 1992, la compagnia Ravelli entrò in conflitto con il dipartimento di basket e la partnership fu interrotta. Questa volta, la crisi distrusse la scena cestistica del Franca. Scontenti, un gruppo di ex giocatori formò una seconda squadra di basket in città, la Dharma Yara, che divise anche i tifosi del Franca. Questa rivalità continuò fino al 1996, quando lo sponsor Dharma lasciò la squadra dello Yara e la squadra si trasferì a Ribeirão Preto, formando il nucleo che avrebbe poi dato vita alla squadra del COC Ribeirão Preto. Tra il 1993 e il 1995, ci furono due rappresentanti nella Campeonato Nacional: la Dharma Yara e la Sabesp/Franca. Nel Campeonato Nacional del 1995, la Dharma Yara si classificò seconda a livello nazionale, mentre la Sabesp/Franca raggiunse le semifinali. Quell'anno il Franca aveva due delle quattro migliori squadre del paese.
C'erano due squadre perché dalla struttura che aveva costruito il basket del Franca fin dai tempi del Clube dos Bagres, nel 1992 fu fondato il Franca Basquetebol Clube , un club indipendente, dedicato esclusivamente al basket, che utilizzava "nomi di fantasia" in base ai contratti di sponsorizzazione ottenuti e che dal momento della scomparsa del Dharma Yara nel 1996 ha rappresentato la città nella pallacanestro brasiliana.
Un nuovo ciclo di successi arrivò, con la squadra vincitrice di tre titoli brasiliani nel 1997, 1998 e 1999 . La striscia di vittorie non durò più a lungo perché il progetto Franca fu "rubato" dal Vasco da Gama, che assunse l'allenatore Hélio Rubens e tutti i principali campioni: Hélio Rubens Filho, Demétrius, Rogério Klafke, Sandro Varejão e il dominicano José Vargas. Hélio Rubens lasciò il Franca per la prima volta in carriera, era stato allenatore della squadra dal 1982. 
Nella stagione 1997, quella del primo successo, la squadra sconfisse il Mogi das Cruzes per 3-2 in semifinale. Poi, in finale, sconfisse il Corinthians Rio Grande do Sul, per 3-2. La sconfitta per 110-109 nella terza partita della serie portò la squadra del Rio Grande do Sul in vantaggio per 2-1 nella serie. Ma le ultime due partite, giocate a Franca, vennero entrambe decise negli ultimi secondi, 103-102 e 76-73, entrambi a favore del Franca, che conquistò così il suo quarto titolo nel Campeonato Nacional.
Il terzo titolo consecutivo conquistato, quello della stagione 1999, ha avuto un sapore speciale perché, alla fine della stagione precedente, il Vasco da Gama aveva ingaggiato Demétrius, Rogério e Vargas, smantellando la struttura centrale della squadra due volte campione. La squadra, sempre guidata da Hélio Rubens, poteva contare sull'esperienza di Chuí e dei giovani Valtinho, Helinho, Márcio e Sandro Varejão. La vittoria contro la squadra guidata dal portoricano Flor Meléndez ebbe un sapore di rivincita: una vittoria per 3-2 nella serie, con il titolo conquistato allo stadio Maracanãzinho, gremito, con successo per 86-80. Dopo il terzo titolo, il Vasco finì di smantellare la squadra del Franca, ingaggiando Hélio Rubens, Helinho e Sandro Varejão al termine di quella stagione.
Nel 2008, Franca guidò un gruppo di otto club dello Stato di San Paolo nel boicottaggio del Campeonato Nacional de Basquete, organizzato dalla CBB. Fu così organizzata una competizione parallela, la Supercopa de Basquete, vinta proprio dal Franca. Sempre nel 2008, fu uno dei club fondatori della Liga Nacional de Basquete, organismo nato per gestire il nuovo massimo campionato nazionale, il Novo Basquete Brasil.
All’inizio degli anni 2010, il Franca tornò a disputare una finale del Campionato Brasiliano, arrivando secondo nel Novo Basquete Brasil 2010-11 dopo essere stato sconfitto dai Lobos Brasília per 3 a 1 nella serie finale. Nel 2017 fu siglata una partnership con il Serviço Social da Indústria (Sesi), una rete di 28 istituzioni para-statali brasiliane, senza fini di lucro, operanti a livello nazionale . 
Già al primo anno con il nome di Sesi/Franca, il club fu finalista del Campionato Paulista, perdendo però la finale contro il Paulistano per 3 a 2.
Nel 2018, il Franca tornò in finale contro il Paulistano e, vincendo i primi due incontri del playoff, conquistò il suo 12º titolo paulista, rompendo un digiuno da trofei che durava da 11 anni. Subito dopo, il Franca vinse per la prima volta la Liga Sudamericana, aggiudicandosi l'edizione 2018 dopo aver battuto in finale l’IACC Córdoba dall'Argentina per 2-1 nella serie. Nel NBB 2018-2019, il Franca raggiunse nuovamente la finale dopo otto anni, ma fu sconfitto dal Flamengo per 3-2 nella serie.
Nel 2019, il Sesi/Franca conquistò il 13º titolo paulista battendo il Corinthians Paulista per 2-0 nella serie finale. Nel 2020, vinse per la prima volta la Coppa Super 8, superando il Flamengo per 77-73 in finale. Sempre nel 2020, arrivò alla quarta finale consecutiva del Paulista, battendo il Paulistano per 70 a 54 e vincendo il terzo titolo di fila (14º in totale).
La stagione 2021-22 iniziò con il secondo posto nel Paulista, battuto dal São Paulo per 2-1 nelle finali. Nel NBB 2021-22, il Franca condusse una campagna eccezionale concludendo la stagione regolare al primo posto con 29 vittorie ed appena 3 sconfitte; il cammino della squadra continuò nei play-off, dove sconfisse nei quarti di finale i Pinheiros, con un netto 3-0, e poi in semifinale il São Paulo, con un 3-1 nella serie. Nella serie per il titolo il Franca ebbe infine la meglio anche sul Flamengo, per 3-1 e così si aggiudico la vittoria del suo primo titolo nel Novo Basquete Brasil, il 12º titolo brasiliano, interrompendo un digiuno di 23 anni. Con questo risultato, il Franca divenne l’unico club a vincere il Campionato Brasiliano in tutte le sue denominazioni: la Taça Brasil (5 volte: 1971, 1974, 1975, 1980, 1981), il Campeonato Nacional (6 volte: 1990, 1991, 1993, 1997, 1998, 1999) e l’NBB (dal 2022).

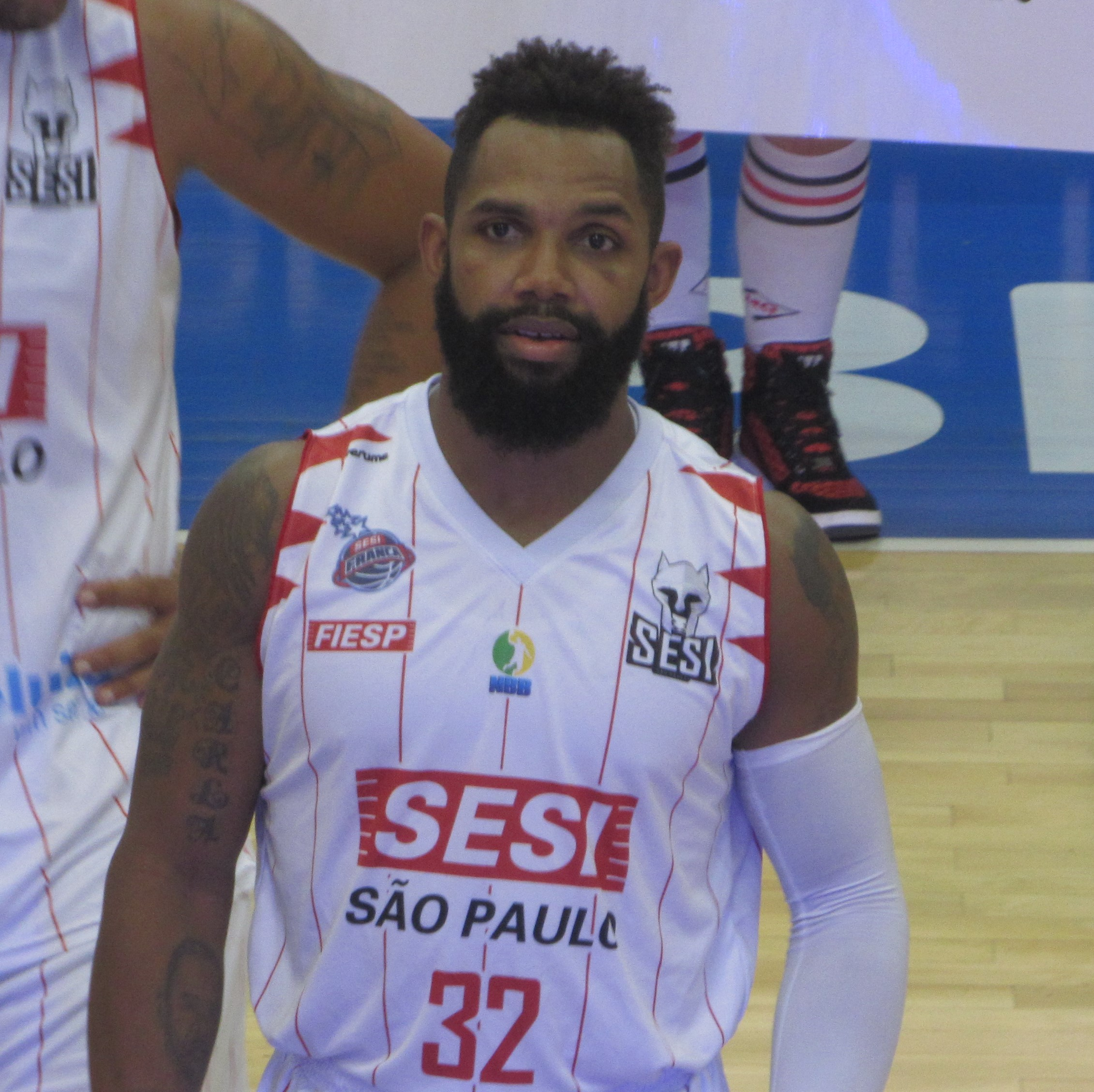
David Jackson, protagonista con la canotta del SESI dal 2018

Nel 2022, il Sesi/Franca raggiunse la sesta finale consecutiva del Campionato Paulista e batté il São Paulo per 2 a 1, conquistando così il 15º titolo e diventando il club più titolato della storia del torneo. Nella stessa stagione 2022-23, vinse nuovamente la  Coppa Super 8, con un 76-65 al Flamengo in finale, e trionfò nella Basketball Champions League Americas, conquistando il titolo continentale grazie alla vittoria per 88-79 sempre sul Flamengo. In quella stagione, il Franca stabilì il record d’imbattibilità nel basket brasiliano con 46 vittorie consecutive in quattro tornei (Paulista, Super 8, Champions League Americas e NBB). Infine, il Sesi/Franca concluse la stagione con la vittoria del suo secondo titolo NBB consecutivo (13º titolo brasiliano), battendo il São Paulo per 3-2 in una serie finale emozionante, chiudendo una stagione perfetta con quattro titoli su quattro     .
Nel settembre 2023, il Sesi/Franca scrisse una delle pagine più gloriose della sua storia conquistando la Coppa Intercontinentale FIBA, disputata a Singapore. L’esordio nella fase a gironi avvenne contro l’Al-Ahly Cairo dell'Egitto, campione della Basketball Africa League; nonostante la fisicità e l’intensità del gioco nordafricano, il Franca inaugurò positivamente il cammino nel torneo vincendo la partita per 90-70. Nel secondo incontro, la formazione paulista affrontò l’NBA G League Ignite, squadra statunitense composta da giovani talenti emergenti e veterani. Anche in questa occasione il Franca riuscì a imporsi grazie alla propria organizzazione tattica, conquistando la vittoria per 98-89. Grazie alle due vittorie conquistate il Franca concluse il proprio girone al primo posto, ottenendo l'accesso alla finale per il titolo.
La finale si disputò contro i tedeschi del Telekom Baskets Bonn, campioni in carica della Basketball Champions League. La partita fu un’autentica battaglia, giocata punto a punto e carica di tensione. Il Franca riuscì a mantenersi in scia per tutta la gara, rispondendo colpo su colpo agli assalti del club tedesco. Nell’ultimo possesso, con il punteggio sfavorevole, fu il capitano Lucas Dias a salire in cattedra: a pochi secondi dalla sirena, segnò un tiro in sospensione che regalò ai brasiliani una vittoria epica per 70 a 69. Al termine del torneo, David Jackson, autentico leader offensivo del Franca, fu eletto MVP della manifestazione, premiando la sua costanza e brillantezza in tutte le gare. Con questo trionfo, il Sesi/Franca conquistò per la prima volta nella sua storia il titolo mondiale per club, completando una stagione già straordinaria con un trofeo dal valore simbolico e internazionale inestimabile.

## Denominazioni e sponsorizzazioni
Il club ha cambiato diversi nomi durante la sua storia:
- 1959-1971:  Clube dos Bagres
- 1972-1974:  Emmanuel Franca Esporte Clube
- 1975-1977:  Esporte Clube Amazonas Franca
- 1977-1984:  Associação Atlética Francana
- 1984-1988:  Associação Francana Basquetebol
- 1988-1991:  Ravelli Franca Basquetebol
- 1992-oggi:  Franca Basquetebol Clube

Fin dalla fondazione del Franca Basquetebol Clube (l'attuale composizione) avvenuta nel 1992, la squadra ha cambiato il proprio nome in base alle sponsorizzazioni:
- 1992: All Star/Franca
- 1993: Satierf/Sabesp/Franca
- 1994: Cosesp/Franca
- 1996: Cougar/Franca
- 1997-2000: Marathon/Franca
- 2000-2001: Unimed/Franca
- 2001-2004: Franca Basquetebol Clube *
- 2004-2005: Franca/Petrocrystal/Ferracini
- 2005-2006: Franca/Mariner/Unimed
- 2006-2008: Unimed/Franca
- 2008-2015: Vivo/Franca
- 2015-2017: Franca Basquetebol Clube *
- 2017-oggi: Sesi/Franca

* Senza uno sponsor ufficiale.

## Palazzetto

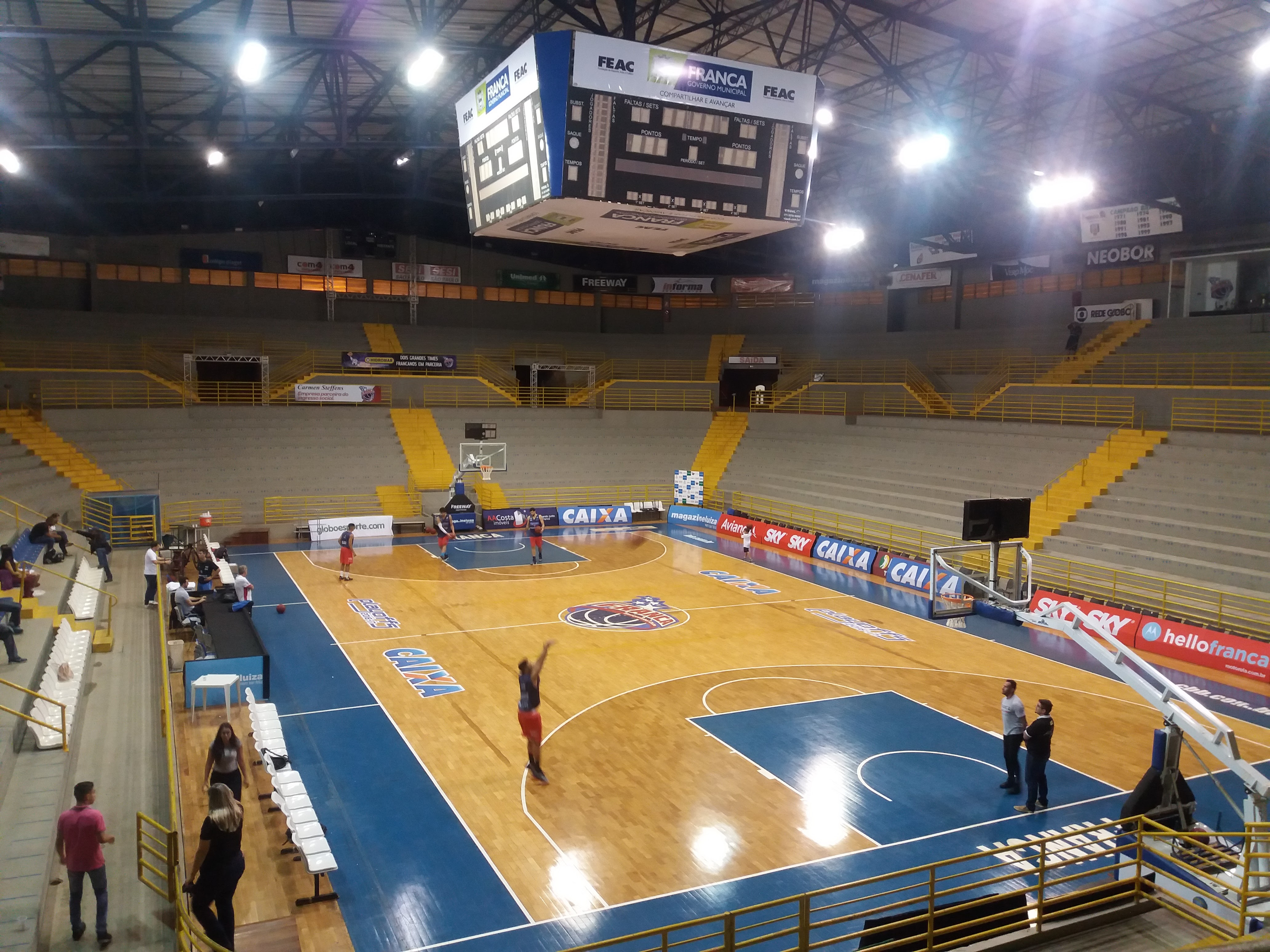
Una vista interna del Ginásio Pedrocão, casa del Franca.

Il Ginnasio Poliesportivo Pedro Morilla Fuentes, più conosciuto come Ginásio Pedrocão, è un palazzetto dello sport situato nella città di Franca.
Il progetto iniziale del palazzetto risale al 1973, e la sua inaugurazione avvenne il 19 gennaio 1975, in occasione dell’apertura della XXXIX edizione dei Giochi Aperti dell’Interno. All’epoca, la capienza era di sole 3.500 persone.
Il 7 settembre 1996, il palazzetto fu sottoposto a lavori di ristrutturazione e reinaugurato con una capienza aumentata a 7.000 spettatori (attualmente può ospitare 6.000 persone). Fino a quel momento era conosciuto semplicemente come "Poliesportivo de Franca"; a partire da quella data ricevette invece il nuovo nome, in omaggio al grande promotore del basket francano Pedro Morilla Fuentes, detto anche Pedroca. In occasione della reinaugurazione fu installato anche un tabellone elettronico al centro del campo, visibile da tutti e quattro i lati, il primo del genere in America Latina. Oggi, quel tabellone è stato però disattivato.
Il 25 luglio 2018, il palazzetto fu nuovamente ristrutturato: fu sostituito il parquet del campo, furono aggiunte nuove cornici per esporre i titoli vinti dal club e rinnovati gli spogliatoi.

## Palmarès

### Competizioni nazionali
- Novo Basquete Brasil: 4

2021-2022, 2022-2023, 2023-2024, 2024-2025
- Campeonato Nacional: 6 (record)

1990, 1991, 1993, 1997, 1998, 1999
- Taça Brasil de Basquete: 5

1971, 1974, 1975, 1980, 1981 (II)
- Copa Super 8 de Basquete: 2

2020, 2023
- Supercopa Brasileiro de Basquete: 1

2008

### Competizioni internazionali
- Coppa Intercontinentale: 1

2023
- Basketball Champions League Americas: 1

2022-2023
- Liga Sudamericana: 1

2018
- Campeonato Panamericano: 4 (record)

1993, 1994, 1997, 1999
- Campeonato Sudamericano: 6

1974, 1975, 1977, 1980, 1990, 1991

### Titoli statali
- Campionato Paulista: 16 (record)

1973, 1975, 1976, 1977, 1988, 1990, 1992, 1997, 2000, 2006, 2007, 2018, 2019, 2020, 2022, 2024
- Campeonato do Interior: 12

1962, 1963, 1964, 1965, 1966, 1967, 1968, 1971, 1972, 1975, 1976, 1977

## Organico attuale
Il roster per la stagione 2024-2025
|    | Naz.                                     | Ruolo | Sportivo                  | Anno | Alt. | Peso |  |
| -- | ---------------------------------------- | ----- | ------------------------- | ---- | ---- | ---- |  |
| 0  | Brasile (bandiera)                       | AG    | Didi Louzada              | 1999 | 195  |      |  |
| 1  | Brasile (bandiera)                       | PG    | João Paulo Machini        | 2004 | 171  | 67   |  |
| 7  | Argentina (bandiera) · Italia (bandiera) | PG    | Facundo Corvalán          | 1998 | 188  | 83   |  |
| 9  | Brasile (bandiera)                       | AP    | Lucas Dias                | 1995 | 207  | 104  |  |
| 12 | Brasile (bandiera)                       | AP    | João Paulo de Almeida     | 2001 | 202  |      |  |
| 13 | Brasile (bandiera)                       | A     | Piá                       | 2005 | 191  |      |  |
| 14 | Brasile (bandiera)                       | G     | Georginho                 | 1996 | 197  | 93   |  |
| 16 | Brasile (bandiera)                       | C     | Vitor Hugo                | 2005 | 206  |      |  |
| 28 | Brasile (bandiera)                       | AG    | João Víctor Sodré Padilha | 2006 | 186  |      |  |
| 30 | Brasile (bandiera) · Spagna (bandiera)   | C     | Rafael Hettsheimeir       | 1986 | 211  | 125  |  |
| 32 | Stati Uniti (bandiera)                   | AG    | David Jackson             | 1982 | 195  | 94   |  |
| 34 | Brasile (bandiera)                       | PG    | Vinicius Santos           | 2006 | 187  |      |  |
| 43 | Brasile (bandiera)                       | AG    | Nathan                    | 2003 | 207  | 96   |  |
| 53 | Stati Uniti (bandiera)                   | AP    | Charles Hinkle            | 1988 | 196  | 93   |  |
| 58 | Brasile (bandiera)                       | AG    | Zu Jr                     | 2003 | 188  |      |  |

### Staff tecnico
| Ruolo                | Nome                   |
| -------------------- | ---------------------- |
| Capo Allenatore      | Helinho Garcia         |
| Assistente           | Pablo Costa            |
| Assistente           | Nilton Gonçalves       |
| Supervisore          | Lula Ferreira          |
| Fisioterapista       | Rogério Barbosa        |
| Preparatore atletico | Paulo Alberto de Paula |
| Statistico           | José Limonta           |
| Medico squadra       | Anderson Nascimento    |
| Magazziniere         | Wellington de Paula    |
| Nutrizionista        | Lais Prado             |
| Psicologo            | Rodrigo Salomão        |

## Partite contro squadre NBA
| New York 4 ottobre 2010 | Brooklyn Nets | 137 – 89 (32–27, 42–26, 22–19) referto | Franca | Barclays Center (10.110 spett.) |
| \| \| \| \| \| Prince 22 \| Punti \| 26 Hettsheimeir \| \| LeVert 9 \| Assist \| 7 Elinho \| \| Dinwiddie 12 \| Rimbalzi \| 7 Cipolini \| |               |                                        |        |                                 |
| |               |                                        |        |                                 |
| Prince 22 | Punti         | 26 Hettsheimeir                        |        |                                 |
| LeVert 9 | Assist        | 7 Elinho                               |        |                                 |
| Dinwiddie 12 | Rimbalzi      | 7 Cipolini                             |        |                                 |

## Cestisti
Numerosi giocatori di spicco hanno militato nel Franca, come i fratelli Hélio Rubens, Lázaro "Toto" e Fransérgio Garcia (noti come "fratelli Metralha"), Fausto Giannecchini, Demétrius, Fernando Minucci, Chuí, Jorge Guerra (Guerrinha), Fábio Pira, Rogério Klafke, Helinho, Anderson Varejão, Murilo Becker e molti altri. Il professor Pedro Morilla Fuentes (Pedroca) è considerato il “padre del basket francano” per il suo metodo e la sua dedizione; fu il primo allenatore del club. Il palazzetto dello sport di Franca porta il suo nome in segno di omaggio.
Diversi stranieri hanno avuto successo con la maglia del Franca nel corso degli anni, tra cui l’uruguaiano Tato López, gli statunitensi Patrick Reynolds e Dexter Shouse, e il dominicano José Vargas. Più recentemente, anche altri giocatori provenienti dagli Stati Uniti sono diventati beniamini della tifoseria francana, come Tony Stockman (stagione 2009/10), Maurice Spillers (2010/11), Kevin Sowell ed Eddie Basden (2011/12), oltre all’argentino Juan Pablo Figueroa (2012/13).

#### Giocatori celebri
- Adilson de Freitas Nascimento
- Anderson Varejão
- Ken Bannister
- Leandro Barbosa
- Eddie Basden
- Murilo Becker da Rosa
- Vítor Alves Benite
- Marco Aurélio Pegolo dos Santos
- Rafael Paulo de Lara Araújo
- Demétrius Conrado Ferraciú
- Lucas Dias
- José Estevam Ferreira Junior
- Fausto Cisoto Giannecchini
- Armando Felipe Simões de Carvalho
- Juan Pablo Figueroa
- Francisco Sérgio Garcia
- Fúlvio Chiantia de Assis
- George Lucas Alves de Paula
- Gilson Trindade de Jesus
- Rodney Green
- Jorge Guerra
- Heissler Guillént
- Hélio Rubens Garcia Filho
- Hélio Rubens Garcia
- Rafael Estevão Hettsheimeir
- Mike Higgins
- David Jackson
- Joélcio Joerke
- Jefferson Andrade da Silva Antônio
- Jimmy Dreher de Oliveira
- Horacio López
- Marcos Louzada Silva
- Lucas Fernandes Mariano
- Márcio da Silva Dornelles
- Marcos Mata
- Maury Ponickwar de Souza
- Leonardo Meindl
- Rafael Ferreira de Souza
- Welington Reginaldo dos Santos
- Luciano Parodi
- Paulo César Reis Meindl Von Berger
- Paulo Sérgio Prestes
- César Portillo
- Rafael Freire Luz
- JaJa Richards
- Roberto José Corrêa
- Rogério Klafke
- Santiago Scala
- Leonel Schattmann
- Dexter Shouse
- Danilo Siqueira
- Válter Apolinário da Silva
- Vanderlei Mazzuchini
- Sandro França Varejão
- José Vargas
- Wagner Machado da Silva
- Harper Williams
- José Luiz Olaio Neto

### Numeri ritirati
| Numeri ritirati dal Franca |                    |                     |      |           |               |
| N°                         | Naz.               | Giocatore           | Pos. | Periodo   | Data ritiro   |
| 5                          | Brasile (bandiera) | Hélio Rubens Garcia | PG   | 1959-1984 | 5 Aprile 2022 |

## Allenatori

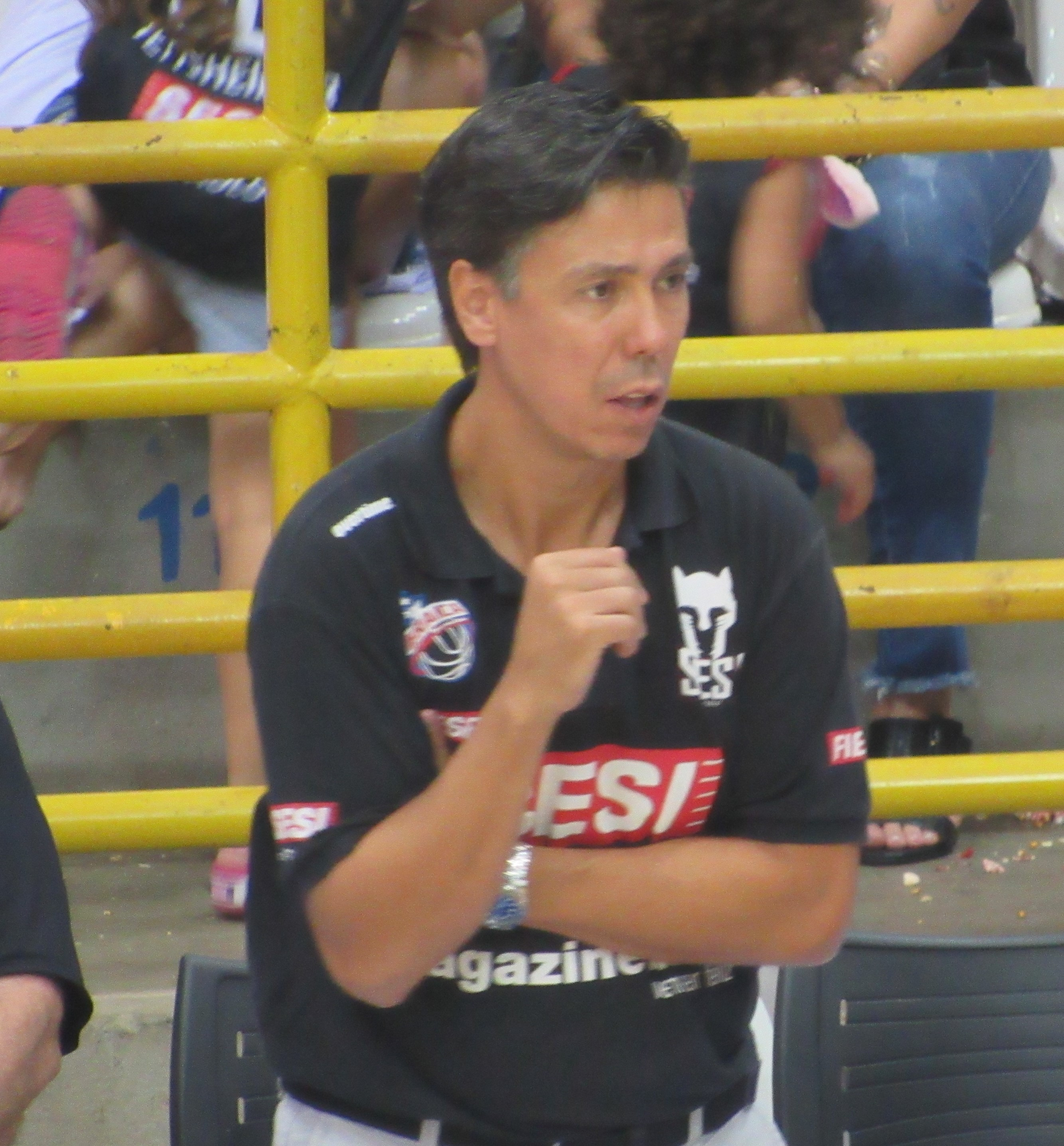
Helinho, sulla panchina del Franca dal 2016.

| Nome                  | Periodo     |
| --------------------- | ----------- |
| Pedro Morilla Fuentes | 1959 – 1981 |
| Hélio Rubens          | 1981 – 2000 |
| Daniel Abrão Wattfy   | 2000 – 2004 |
| Marco Aurélio Pegolo  | 2004 – 2005 |
| Hélio Rubens          | 2005 – 2012 |
| Lula Ferreira         | 2012 – 2016 |
| Helinho               | 2016 – oggi |